# Sousa sahulensis
La susa australiana (Sousa sahulensis Jefferson e Rosenbaum, 2014; syn. Sousa queenslandensis Gaskin, 1972, nomen nudum) è una specie di delfino riconosciuta come specie indipendente solo nel 2014. Prende il nome dalla zona in cui vive, la piattaforma di Sahul tra l'Australia settentrionale e la Nuova Guinea. Sulla costa australiana, l'areale si estende dal Ningaloo Reef dell'Australia occidentale fino al confine tra il Queensland e il Nuovo Galles del Sud. Vi è un divario tra l'areale della susa australiana e quello del suo parente più prossimo la susa indopacifica (Sousa chinensis), che coincide con il divario tra la linea di Wallace e la linea di Lydekker. L'olotipo studiato per la descrizione iniziale era un maschio morto lungo 2,27 metri rinvenuto nel 1985 a Saunders Beach, nel Queensland nord-orientale.

## Descrizione
La specie ha una lunghezza massima di 2,70 metri; i maschi sono leggermente più grandi delle femmine. La susa australiana presenta una colorazione grigia, scura sul dorso e più chiara sul ventre. Il confine tra il colore scuro sul dorso e il colore chiaro sull'addome si estende ad arco tra gli occhi e la regione urogenitale. Gli esemplari adulti hanno spesso macchie irregolari bianche o rosa sul corpo, ma mostrano sempre ampie aree di colore scuro e questi animali non si schiariscono completamente come possono fare le suse indopacifiche. I giovani sono più scuri degli adulti. La pinna dorsale della susa australiana è grosso modo triangolare e più bassa di quella della susa indopacifica. La sua base allungata può raggiungere dal 14 al 24% della lunghezza del corpo. Inoltre, la susa australiana si differenzia dai suoi parenti per il numero di denti per emimascella superiore (31-35 nella Sousa sahulensis, 32-38 nella Sousa chinensis, 33-39 nella Sousa plumbea e 27-32 nella Sousa teuszii) e di vertebre (50 nella S. sahulensis, 50-53 nella S. chinensis, 49-51 nella S. plumbea e 52-53 nella S. teuszii). La gobba dorsale tipica del genere è assente.

## Distribuzione e habitat
Questa specie si trova nelle acque tropicali e subtropicali della piattaforma di Sahul dal nord dell'Australia al sud della Nuova Guinea. Abita le acque costiere poco profonde, gli estuari e le scogliere costiere e spesso si addentra nei fiumi.

## Biologia
Le suse australiane si trovano generalmente in piccoli gruppi di 2-5 animali, ma gruppi fino a 30 animali sono stati osservati intenti a nutrirsi dietro i pescherecci a strascico. I gruppi spesso variano per dimensioni e composizione e le associazioni di individui sono principalmente a breve termine. Le suse sono generalmente timide e sfuggenti e tendono a mantenere le distanze dalle barche. Sono state osservate interazioni sociali con le orcelle australiane e i tursiopi. Un caso di ibridazione tra un maschio di susa e una femmina di orcella australiana è stato segnalato nell'Australia nord-occidentale.

### Alimentazione
Si pensa che questi delfini siano opportunisti e generalisti, e che predino un'ampia varietà di pesci di barriera o che abitano le foreste di mangrovie, i fondali sabbiosi degli estuari e le praterie di fanerogame; l'alimentazione avviene per gruppi di animali dispersi in vaste aree o gruppi più ristretti che puntano a prede localizzate. Questi cetacei sono stati visti inseguire occasionalmente i pesci sui bassifondi, per poi arenarsi e catturare le loro prede.

### Riproduzione
L'accoppiamento e il parto avvengono tutto l'anno. Il periodo di gestazione dura 10-12 mesi, l'allattamento può durare più di 2 anni ed è probabile un intervallo di 3 anni tra i singoli parti. Gli individui possono vivere almeno 30 anni.

## Conservazione
Non esiste una stima della popolazione globale, e le stime delle sottopopolazioni disponibili sono riferite a poche centinaia di esemplari. A causa della loro distribuzione costiera, le suse australiane sono vulnerabili a una varietà di minacce, tra cui le catture accidentali nelle reti da posta e nelle reti per squali predisposte per la protezione dei bagnanti, la perdita e il degrado dell'habitat, gli scontri con le navi, l'inquinamento e il cambiamento climatico.